# Municipio de Puerto Vallarta
El municipio de Puerto Vallarta es uno de los ciento veinticinco municipios en que se encuentra dividido el estado de Jalisco, en el occidente de México. Su cabecera municipal es la ciudad de Puerto Vallarta. Forma parte de la zona metropolitana de Puerto Vallarta.

## Geografía

### Ubicación
El municipio de Puerto Vallarta se ubica en el oeste del estado de Jalisco, dentro de la región Costa-Sierra Occidental.

#### Límites
El municipio de Puerto Vallarta limita al norte con el municipio de Bahía de Banderas (Nayarit); al este con San Sebastián del Oeste y Mascota; al sur con Cabo Corrientes y Talpa de Allende, Mascota ; y al oeste con el océano Pacífico.

### Superficie
El municipio de Puerto Vallarta tiene una superficie de 1107 km², ocupando el puesto 19.º en cuanto a la superficie del estado de Jalisco. El municipio abarca el 0.86 % de la superficie del estado.

### Clima
Puerto Vallarta posee un clima húmedo y semitropical, con una temperatura media anual de 25 °C, y una temperatura máxima de alrededor de 31 °C en verano y mínima de 19 °C en invierno.  La temporada de lluvias en el municipio comienza en el mes de junio, hasta finales del de agosto, con lluvias aisladas hasta octubre; hay una precipitación media anual de aproximadamente 1417 milímetros.

## Demografía
En 2020 la población total del municipio de Puerto Vallarta era de 291 839 habitantes, siendo 146 187 hombres y 145 652 mujeres.
La población de 5 años y más que hablaba una lengua indígena era de 3040 personas en 2020.
En el municipio había un total de 86 523 viviendas particulares habitadas; el grado promedio de escolaridad de personas de más de 15 años es de 10.3 años.

### Localidades
En el censo de 2020 el municipio de Puerto Vallarta contaba con 100 localidades.
| Código INEGI      | Localidad            | Población (2020) |
| ----------------- | -------------------- | ---------------- |
| 140670001         | Puerto Vallarta      | 224 166          |
| 140670028         | Ixtapa               | 39 083           |
| 140670031         | Las Juntas           | 10 242           |
| 140670038         | Las Palmas de Arriba | 3 949            |
| 140670268         | Ecoterra Paraíso     | 2 108            |
| 140670044         | El Ranchito          | 1 360            |
| 140670014         | El Colorado          | 1 150            |
| Otras localidades | Otras localidades    | 9 781            |
| Total municipal   | Total municipal      | 291 839          |